# 兰戈内新堡
兰戈内新堡（義大利語：Castelnuovo Rangone）是意大利摩德纳省的一个市镇。总面积22.61平方公里，人口14196人，人口密度627.9人/平方公里（2009年）。ISTAT代码为036007。